# Префронтальная кора
Префронта́льная кора (лат. cortex praefrontalis) — отдел коры больших полушарий головного мозга, представляющий собой переднюю часть лобных долей и включающий в себя 8, 9, 10, 11, 12, 13, 14, 24, 25, 32, 44, 45, 46 и 47 поля по Бродману.
Многие авторы указывали на связь между желанием человека жить, личностью и функциями префронтальной коры. Эта область мозга вовлечена в планирование сложного когнитивного поведения, проявления личности, принятия решений и регулирование социального поведения. Основным назначением этой области мозга считается согласование мыслей и действий в соответствии с внутренними целями.
Типичным психологическим термином для функций, выполняемых префронтальной областью коры головного мозга, является исполнительная функция. Исполнительная функция связана со способностями выявлять конфликтующие мысли, прогнозировать будущие последствия текущих действий (хорошие и плохие, хорошие и еще лучшие, одинаковые и различающиеся), действовать по направлению достижения определенной цели, прогнозировать результаты, ожидания, основанные на действиях, и социального «контроля» (способностью подавлять убеждения, которые могут привести к социально неприемлемым результатам).
Лобная кора поддерживает усвоение конкретных правил. Более передние области вдоль ростро-каудальной оси лобной коры поддерживают обучение более общим правилам на более высоких уровнях абстракции.

## Определение
Существуют три возможные дефиниции префронтальной коры:
- Гранулярная лобная кора (то есть та, в которой преобладают нейроны II и IV слоев — наружный и внутренний гранулярный слой, соответственно — коры больших полушарий)
- Зона проекции медиодорсальных ядер таламуса
- Часть лобных долей, электрическая стимуляция которой не вызывает моторных актов.

Слабость первого определения в том, что оно работает только для приматов, так как у неприматов нет IV гранулярного коркового слоя; то есть, хотя оно и применимо к человеку, оно не универсально.
Слабость второго определения была выявлена последующими исследованиями: оказалось, что медиодорсальные ядра таламуса дают проекции не только в гранулярную лобную кору. Таким образом, определение было скорректировано и может выглядеть как «префронтальная кора — это регион коры больших полушарий, имеющий более сильные реципрокные связи с медиодорсальными ядрами таламуса, чем с любыми другими таламическими ядрами».
Третье определение также имеет свои сложности: не отвечающие на электростимуляцию наблюдаемой двигательной активностью зоны лобных долей включают в себя как гранулярную, так и агранулярную кору.

## Состав
В представленной ниже таблице показаны различные способы разделения префронтальной коры на зоны на основе областей Бродмана.
| 8                 | Латеральная 9     | 46                 | 12                 | 44                 | 45                 | 47         | Медиальная 9 | Медиальная 10 | 24         | 25         | 32                 | 11                 | 13                 | 14 |
| ----------------- | ----------------- | ------------------ | ------------------ | ------------------ | ------------------ | ---------- | ------------ | ------------- | ---------- | ---------- | ------------------ | ------------------ | ------------------ | -- |
| Каудальная        |                   |                    |                    |                    |                    |            |              |               |            |            |                    |                    |                    |    |
| Латеральная       | Латеральная       | Латеральная        | Латеральная        | Латеральная        | Латеральная        | Медиальная | Медиальная   | Медиальная    | Медиальная | Медиальная | Орбито-фронтальная | Орбито-фронтальная | Орбито-фронтальная |    |
| Дорсо-латеральная | Дорсо-латеральная | Вентро-латеральная | Вентро-латеральная | Вентро-латеральная | Вентро-латеральная | Медиальная | Медиальная   | Медиальная    | Медиальная | Медиальная | Орбито-фронтальная | Орбито-фронтальная | Орбито-фронтальная |    |

Медиальная префронтальная кора головного мозга (mPFC) состоит из гранулярных кортикальных областей (медиальные части полей 9 и 10) и агранулярных областей (поля 24, 25 и 32), которые охватывают переднюю поясную извилину (поле 24), инфралимбическую кору ( поле 25) и предлимбическую кору головного мозга (поле 32).
- Орбитофронтальная кора состоит из гранулярных областей коры (поле 11) и смешанных гранулярных и агранулярных областей (поля 13 и 14)[1].
- Вентролатеральная префронтальная кора состоит из полей 12, 44,  45 и 47[1].
- Дорсолатеральная префронтальная кора состоит из латеральной части поля 9 и всего поля 46[1].
- Каудальная префронтальная кора состоит из поля 8, включая фронтальные глазные поля[англ.][1].

## Связи и взаимодействия
Префронтальная кора в высокой степени обоюдно связана с большинством структур мозга, включая особенно сильные связи с другими кортикальными, субкортикальными и стволовыми образованиями. Дорсальная префронтальная кора более всего взаимосвязана с регионами мозга, обеспечивающими внимание, когнитивную деятельность и моторику, в то время как вентральная префронтальная кора взаимосвязана с регионами мозга, отвечающими за эмоции. Префронтальная кора также имеет обоюдные связи со стволовой активирующей системой, и функционирование префронтальных регионов сильно зависит от баланса активации/торможения, что, в соответствии с концепцией трёх функциональных блоков А. Р. Лурии, является отражением взаимодействия между первым — энергетическим — и третьим — блоком программирования, регуляции и контроля психической деятельности — блоками головного мозга.
Медиальная префронтальная кора участвует в генерации третьей и четвёртой фазы медленноволнового сна (эти фазы объединяются под названием «глубокий сон»), и её атрофия связывается с сокращением доли глубокого сна относительно общего времени сна, что, соответственно, ведёт к ухудшению консолидации памяти.
Атрофия префронтальной коры происходит естественным образом по мере старения, и было показано, что пожилые люди испытывают проблемы с консолидацией памяти в соответствии с деградацией их медиальной префронтальной коры. У пожилых людей воспоминания, вместо того чтобы быть переданными и сохраненными в неокортексе, начинают оставаться в гиппокампе, где они были закодированы, свидетельством чего является повышенная гиппокампальная активация в сравнении со взрослыми молодыми индивидами во время заданий на вспоминание информации, когда испытуемые заучивали словесные ассоциации, спали и затем должны были воспроизвести выученные слова.

## Функции
Базовой функцией префронтальной коры является комплексное управление мыслительной и моторной активностью в соответствии со внутренними целями и планами.
Она играет главную роль в создании сложных когнитивных схем и планов действий, принятии решений, контроле и регуляции как внутренней деятельности, так и социального поведения и взаимодействия.
Управляющие функции префронтальной коры проявляются в дифференциации противоречивых мыслей и мотивов и выборе между ними, дифференциации и интеграции объектов и понятий, прогнозировании последствий настоящей активности и её корректировке в соответствии с желаемым результатом, эмоциональной регуляции, волевом контроле, концентрации внимания на необходимых объектах.
Префронтальная кора — дорсолатеральная её часть — является также субстратом кратковременной памяти: Якобсен в 1936 году показал, что повреждение префронтальной коры у приматов ведёт к дефициту кратковременной памяти; в 1952 году Карл Прибрам идентифицировал регион префронтальной коры, ответственный за этот дефицит, как 46 поле Бродмана, также известное как дорсолатеральная префронтальная кора; далее, в 1993 году Голдмен-Ракич с коллегами провела эксперимент, где с помощью временной инактивации участков дорсолатеральной префронтальной коры была вызвана утрата воспоминаний, хранящихся в кратковременной памяти.